# Copa Adolph Rupp
- Este artículo trata sobre el premio al entrenador de baloncesto de la NCAA. Para el premio al jugador de baloncesto de la NCAA, ver Trofeo Adolph Rupp.

La Copa Adolph F. Rupp (en inglés, Adolph F. Rupp Cup) es un premio anual entregado desde 2004 al entrenador de baloncesto masculino universitario de la División I de la NCAA "que mejor ejemplifique la excelencia en su dedicación al juego del baloncesto y a sus alumnos". El premio es nombrado en honor al antiguo entrenador de la Universidad de Kentucky Adolph Rupp, quien logró un balance total de 876 victorias y 190 derrotas, además de cuatro campeonatos nacionales y un campeonato NIT. Rupp entrenó a Kentucky entre 1930 y 1972, y su porcentaje de victorias del 82.2% aún es un récord de la NCAA.
La Copa Rupp es presentada por el Commonwealth Athletic Club of Kentucky. El primer ganador fue Phil Martelli de Saint Joseph's, además de lograr también el Naismith College Coach of the Year esa misma campaña.

## Ganadores

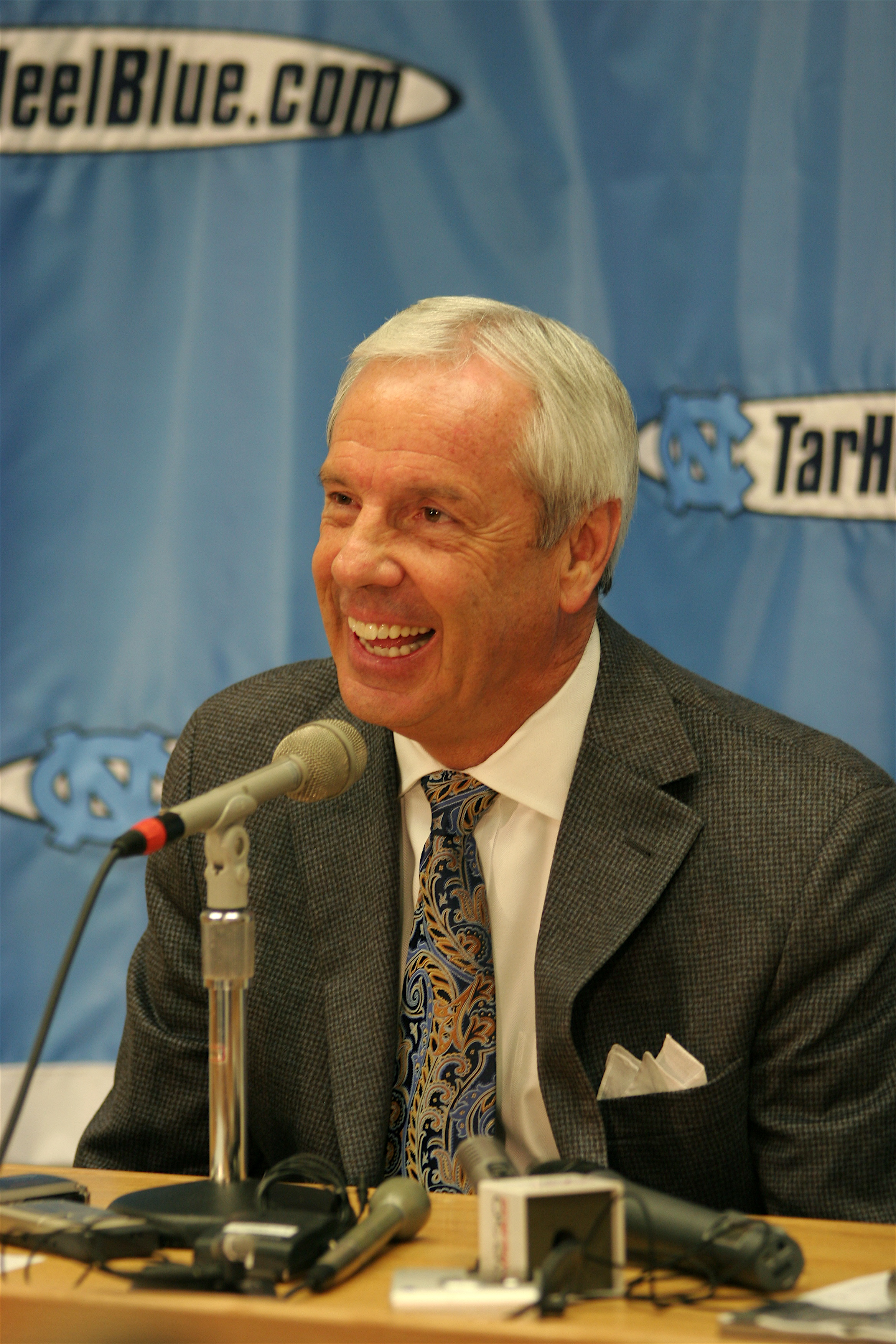
Roy Williams ganó el premio en 2006 con North Carolina.

| *              | Premiado con el Naismith College Coach of the Year esa misma temporada |
| Entrenador (X) | Denota el número de veces que ha logrado el premio                     |

| Temporada | Entrenador         | Universidad     | Balance | Referencia  |
| --------- | ------------------ | --------------- | ------- | ----------- |
| 2003–04   | Phil Martelli*     | Saint Joseph's  | 30–2    | [ 3 ] [ 4 ] |
| 2004–05   | Bruce Weber*       | Illinois        | 37–2    | [ 3 ] [ 4 ] |
| 2005–06   | Roy Williams       | North Carolina  | 23–8    | [ 3 ] [ 4 ] |
| 2006–07   | Bo Ryan            | Wisconsin       | 30–6    | [ 3 ] [ 4 ] |
| 2007–08   | Bruce Pearl        | Tennessee       | 31–5    | [ 3 ] [ 4 ] |
| 2008–09   | Rick Pitino        | Louisville      | 31–5    | [ 3 ]       |
| 2009–10   | John Calipari      | Kentucky        | 35–3    | [ 5 ]       |
| 2010–11   | Steve Fisher*      | San Diego State | 34–3    | [ 6 ]       |
| 2011–12   | Bill Self          | Kansas          | 32–7    | [ 7 ]       |
| 2012–13   | Jim Larranaga*     | Miami (FL)      | 29–7    |             |
| 2013–14   | Gregg Marshall*    | Wichita State   | 35–1    |             |
| 2014–15   | John Calipari* (2) | Kentucky        | 38–1    |             |

## Ganadores por universidad
| Universidad     | Premios | Años       |
| --------------- | ------- | ---------- |
| Kentucky        | 2       | 2010, 2015 |
| Illinois        | 1       | 2005       |
| Kansas          | 1       | 2012       |
| Louisville      | 1       | 2009       |
| North Carolina  | 1       | 2006       |
| Saint Joseph's  | 1       | 2004       |
| San Diego State | 1       | 2011       |
| Tennessee       | 1       | 2008       |
| Wisconsin       | 1       | 2007       |
| Wichita State   | 1       | 2014       |